# Er filmte auf 5 Kontinenten
Er filmte auf 5 Kontinenten ist ein Dokumentarfilm des DEFA-Studios für Dokumentarfilme von Joachim Hadaschik aus dem Jahr 1964 über den niederländischen Dokumentarfilmer Joris Ivens.

## Handlung
Die erste Begegnung mit Joris Ivens findet an einem Schneidetisch statt, wie er prüfend, entscheidend und lehrend auf die Filmeditorin einwirkt. In der nächsten Einstellung werden Aufnahmen aus seiner Geburtsstadt Nijmegen gezeigt, hier war sein Vater Fotohändler und die Mutter Hausfrau. Nach einem zweijährigen Studium an der Technischen Hochschule in Berlin, ist er auf der Suche nach der Wirklichkeit, was dieser Film zeigt. Von allen in der Folge genannten Dokumentarfilmen werden Ausschnitte gezeigt. 
Im Jahre 1928 schafft er mit Regen seinen ersten bedeutenden Film, den er ein Filmgedicht nennt. In Industriale Synphonie begibt er sich auf die Suche nach Begegnungen mit Arbeitern und der Schönheit der Arbeit. In dem Film Neue Erde, den er in den Niederlanden dreht, zeigt Ivens die harte Arbeit, die nach kluger Planung, die Gewinnung von neuem Land für neues Korn schafft. Er zeigt aber auch, dass Getreide in anderen kapitalistischen Ländern verbrannt wird, damit die hohen Preise gehalten werden können. Joris Ivens wird in die Sowjetunion eingeladen, den Bau des Industriegiganten Magnitogorsk zu filmen und nennt das Werk Heldenlied. 
Im belgischen Kohlerevier Borinage dreht er den gleichnamigen Film, in dem er die Armut und das Elend der Bergarbeiter zeigt, die keinen anderen Ausweg, als den Streik sehen. Mit seinem Film Spanische Erde schafft er eine Hilfe zur Verbreitung der Wahrheit über den Spanischen Bürgerkrieg, so dass sich sogar der amerikanische Präsident Franklin D. Roosevelt lobend darüber äußert. 1938 fährt er nach China, um in seinem Film Die 400 Millionen zu zeigen, wie sich das Volk zur Abwehr der japanischen Eindringlinge zusammenschließt. In Europa befindet sich jetzt auch ein Kriegsschauplatz und Ivens begleitet 1943 einen Konvoi von New York City nach England. Vom Flugzeug aus kann man in dem Film Action Station erahnen, wie viele Schiffe nach Europa unterwegs sind, aber auch der Kampf mehrerer Begleitschiffe gegen deutsche U-Boote wird gezeigt. Joris Ivens kämpft mit seinen Mitteln gegen den Faschismus. 
Mit dem Film Indonesien ruft schafft er ein Werk, welches die Solidarität mit dem indonesischen Volk zeigt, bis es befreit ist. Gemeinsam mit dem sowjetischen Dokumentarfilmer Roman Karmen besucht er das freie Kuba. In der ganzen Welt trifft Joris Ivens bekannte Persönlichkeiten und Kollegen, die seine Meinung hoch achten. In Frankreich dreht er den Film Die Seine trifft sich mit Paris. Den Abschluss bildet Das Lied der Ströme, der wohl größte Film Joris Ivens. 

## Produktion
Er filmte auf 5 Kontinenten wurde als Schwarzweißfilm gedreht und hatte seine erste Aufführung am 24. Januar 1964. 